# 新界郷議局元朗区学校
新界郷議局元朗区学校（しんかいきょうぎきょくげんろうくちゅうがく、英語：New Territories Heung Yee Kuk Yuen Long District Secondary School、中国語: 新界鄉議局元朗區中學）は、香港の新界の元朗区にある公立英語中等学校である。1967年、イギリス領香港政府と新界郷議局が設立した学校である。現在、この学校は新界郷議局が創立した2つの学校の1つであり、もう1つ現存している学校は新界の大埔区にある新界郷議局大埔区中学である。

## 歴史
1961年 、新界における政府の開発に協力し、児童数の増加に対処するため、新界郷議局執行委員会会議で新界郷議局準備三区中等学校委員会の設立が承認された。。 政府との協議の結果、郷議局の3つの選挙区、すなわち元朗、大埔、南ヨークにそれぞれ1校ずつ中等学校を設置することが決定された。 建設費は郷議局から各建物の30％、つまり60万香港ドルが補助され、残りはイギリス領香港政府が負担する。 この学校は、この 3 つの学校の中で最初に完成し、運営を開始したもので。この学校のほかに、*新界郷議局大埔区中学（1981年 設立）と*新界郷議局南ヨーク中学の2 校があります。 (1981年 設立。学校は 2007年 に運営を停止)。
同校は 1967年 に設立されましたが、初期は校舎建設に時間がかかるため、当初は*元朗公立中学校の校舎を借用して学校運営を行い、1968年 までに校舎が完成し、現在の場所に移転し、翌年には香港総督デヴィッド・リンチ卿が開会式の主宰に就任した。 

## 学校概要

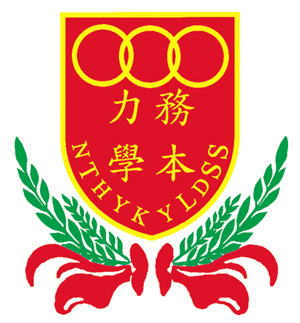
新界郷議局元朗区学校の紋章

### 授業編成
同校は6日循環週制を採用しています。つまり、週を授業編成の基準とせず、登校日を順次循環週1日から循環週6日まで順に編成し、各循環日に8節の授業、各節40分、そして1節20分の小息と1時間5分の昼食時間を設けています。毎循環週第1日の第八節は担任の授業と定め、時には講義など他の活動にも使われます。

### 設置学科
中学部 (中国語: 初中, 中一至中三）
中学部の学生は以下の科目以外に、週に一回の学級活動(担任の授業, 中国語:班主任課)と読書の授業があり、学生の道徳観と処世態度をそれぞれ育成し、学生の時事に対する認識を強化し、批判的思考を育成します。
| 学期 | 主科目             | 次要科目 |
| ---- | ------------------ | --- |
| 中1  | 中国語、英語、数学 | 中国歴史、世界歴史、地学、総合科学、普通話、コンピュータ認知、生活科学技術、音楽、美術、保健体育                     |
| 中2  | 中国語、英語、数学 | 中国歴史、世界歴史、地学、総合科学、普通話、コンピュータ認知、生活科学技術、音楽、美術、保健体育                     |
| 中3  | 中国語、英語、数学 | 中国歴史、世界歴史、地学、生物、物理、化学、会計と経済、普通話、コンピュータ認知、生活科学技術、音楽、美術、保健体育 |

高等部(中国語: 高中, 中四至中六）
同校は三三四学制高校教育改革に協力して高校で新高校課程を開設し、学生は中六年に香港中学文憑を受ける。高校生は卒業試験の4科目の必修科目を履修し、以下の選択科目から2科目から3科目を選ぶ(中4に進学する時は必ず3科目を選ばなければならず, エリートクラスの学生は3科目以外に数学の延長部分(代数と微積分))を追加で履修することができます。
学校は中三下学期に学生と親に選択科目の意向調査表と二段階の選択科目の意向表を配布します。学校は第一段階の選択科目の意向表で各選択科目の最初の3つのボランティアの人数で、各選択科目が開設するグループ数を決定します。(各科目は少なくとも10人の学生が選択してこそ、学校が開設され、各グループの人数の上限は32人で、3組を上限とします)
| 学期 | 必修科目                                       | 選択科目 |
| ---- | ---------------------------------------------- | --- |
| 中4  | 中国語、英語、数学(必修部分)、公民と社会発展科 | 中国歴史、世界史、地学、生物、物理、化学、経済、企業会計と財務概論、情報と通信技術、美術、中国文学、数学の延長部分(代数と微積分) |
| 中5  | 中国語、英語、数学(必修部分)、公民と社会発展科 | 中国歴史、世界史、地学、生物、物理、化学、経済、企業会計と財務概論、情報と通信技術、美術、中国文学、数学の延長部分(代数と微積分) |
| 中6  | 中国語、英語、数学(必修部分)、公民と社会発展科 | 中国歴史、世界史、地学、生物、物理、化学、経済、企業会計と財務概論、情報と通信技術、美術、中国文学、数学の延長部分(代数と微積分) |

香港中学文憑の科目以外に、学校は循環週ごとに特別活動 (他の学習経験, 中国語:其他學習經歷)の授業2回と学級活動(担任の授業, 中国語:班主任課)を提供します。

### クラス / 選択科目組合構造
この学校は全校28組、中学校13組、高校15組です。 

#### 中学部
この学校の中学3級はそれぞれ4つのクラスを開設し、即ちA、B、C、D、Dクラスはエリートクラスです。 
(2021-22年度 中1はEクラスを新設したが、新しい変更でエリートクラスを分けない) 

#### 高等部

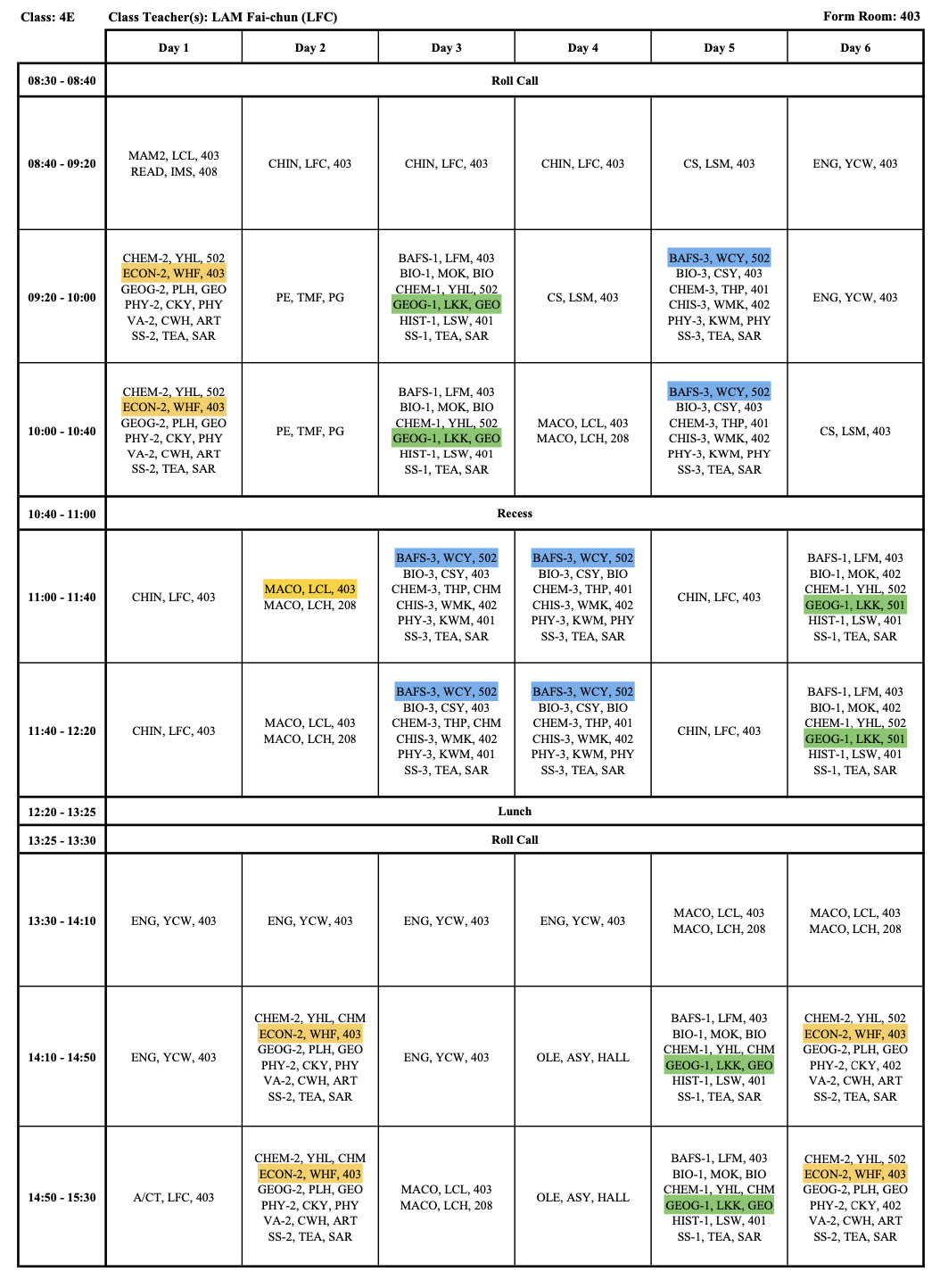
2023-2024年度クラス4E時刻表 (高校の一部の時刻はグループに分かれて授業を行い、学生は自分の選択科目に従って該当教室に行かなければなりませ)

この学校の高校3級はそれぞれ5つのクラスを開設し、即ちA、B、C、D、E、Eクラスはエリートクラスです。同級生はクラスごとに核心科目の課程を履修し、選択科目を履修すると、選修課程によってグループに分かれて履修します。
循環週はそれぞれ6つの時間帯を1つの選修集(Block)に分けて、選修科目の組み合わせを割り当てます。各選修集(BLOCK)は、最も多くの学生の意向に合う選択満足率を原則とする。
クラス4E, 5E と 6E に編入された学生は、その科目選択表で「数学の延長部分(代数と微積分)」を選択すると、自動的に修学が手配され、その選択はその後の志願順で前へ補充されます。まず、すべての学生の第一選択科目を編纂し、次に第二及び第三選修科目を編纂する。選択科目の選択を変更するには、まず学校側に保護者の手紙を提出し、選択科目の意向変更表を要求し、期限前に返却しなければなりません。

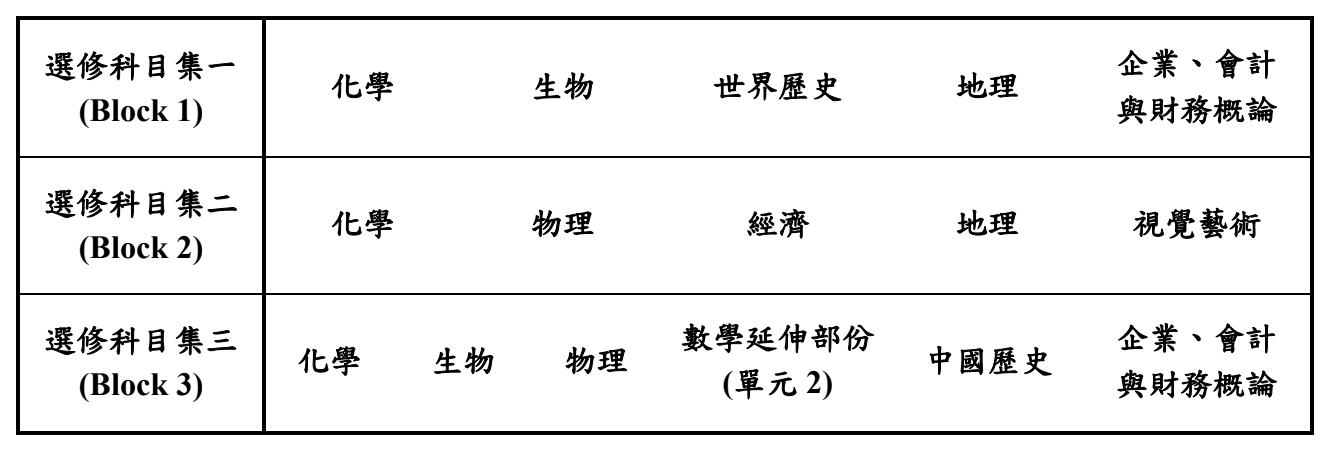
各選修集(BLOCK)は、最も多くの学生の意向に合う選択満足率を原則とする。

### 教育言語[4]
この学校は初期に中国語部と英語部に分かれていたが、1997年から、同校中一級は英語部だけを開設し、2003年まで全校のすべてのクラスが英語部でした。現在、学校は香港の114校の英語授業中学校の一つで、中国語、中国歴史、中国文学、普通話、公民と社会発展科を除いて英語を教育言語として採用しています。

## 公開試験の成績
歴代香港中學會考と香港中学文憑で、新界郷議局元朗区中学校は「10A状元」と卒業証書試験「7科目5**状元」(甲類科目のうち少なくとも3つの選択科目と4つの核心科目で5**の成績を獲得した)を最も多く生み出した学校の一つで、2023年までに、2名、そのうち1名は「10A状元」と1名は「7科5**状元」を受験し、香港で22位にランクインしました。
香港中學會考
2006年：10A状元：鄧嘉淇
香港中学文憑
2022年: 7科目5**状元：兪東晴、香港大学-ロンドン大学学院連合二重学位(法学士)課程に入学